# Ryme Intrinseca
Ryme Intrinseca – wieś w Anglii, w hrabstwie Dorset, w dystrykcie (unitary authority) Dorset. Leży 26 km na północny zachód od miasta Dorchester i 186 km na zachód od Londynu.